# Герберт II де Вермандуа
Герберт II де Вермандуа (ок. 880 — 23 февраля 943) — граф Вермандуа и Мо примерно с 900—907 года, граф Лана в 928—931 годах. Сын Герберта I, графа де Вермандуа из династии Гербертинов. Прямой потомок Карла Великого. Один из крупнейших феодалов своего времени.

## Биография
Герберт II наследовал отцу в промежутке между 900 и 907 годами. К немалым владениям, полученным от отца, он присоединил земли в Вексене и Шампани, и, таким образом, стал одним из крупнейших феодалов Западно-Франкского королевства.
В 922 году Герберт II принял участие в крупном мятеже феодалов против короля Карла Простоватого, которого предательски захватил в 923 году и держал в заключении до самой его смерти. Пленного монарха Герберт II использовал как средство давления на нового короля Рауля, от которого получил кафедру архиепископства Реймского для своего сына Гуго.
В 926 году Герберт II захватил Амьен.
В 928 году он получил графство Ланнуа, где построил крепость. Однако в 931 году ему пришлось отдать город Лан, а в 938 году — и построенную крепость.
В 931 году перед лицом объединившихся против него короля Рауля и герцога Гуго Великого Герберт II сблизился с германским королём Генрихом Птицеловом и получил от него военную помощь, но в 935 году снова подчинился королю Франции.
Позднее несколько раз Герберт вмешивался в дела реймского архиепископства, чтобы восстановить на его кафедре своего сына.
Герберт II де Вермандуа скончался 23 февраля 943 года. По свидетельству жившего в XI веке историка Рауля Глабера, он был повешен по приказу короля Людовика IV. После смерти Герберта герцог Гуго Великий разделил его огромные владения между его сыновьями, чтобы положить конец могуществу дома Вермандуа.

## Семья и дети
Жена: (с до 907) Адель Французская, дочь Роберта I, короля Франции от первого брака. Имели 7 детей:
- Эд (ок. 915 — п. 946), граф Амьена
- Адель (ум. 960); м- (с 934) Арнуль I (890—964), граф Фландрии
- Гуго (920—962), архиепископ Реймса
- Литгарда[англ.]
м1- (с ок. 937) Вильгельм I (ум. 942), герцог Нормандии
м2- (с ок. 943) Тибо I Плут (ум. 975), граф Блуа
- Герберт III (ок. 927—982), граф Омуа
- Роберт I (ок. 932 — п. 966), граф Мо и Труа
- Альберт I (ок. 932—987), граф Вермандуа.